# Football Club des Girondins de Bordeaux 2019-2020
Questa voce raccoglie le informazioni riguardanti il Bordeaux nelle competizioni ufficiali della stagione 2019-2020.

## Maglie e sponsor
| Casa | Trasferta | Terza maglia |

## Rosa
| N. |                          | Ruolo | Calciatore               |
| -- | ------------------------ | ----- | ------------------------ |
| 1  | Francia (bandiera)       | P     | Benoît Costil (capitano) |
| 3  | Brasile (bandiera)       | D     | Pablo                    |
| 4  | Mozambico (bandiera)     | D     | Mexer                    |
| 5  | Brasile (bandiera)       | C     | Otávio                   |
| 6  | Francia (bandiera)       | D     | Laurent Koscielny        |
| 7  | Francia (bandiera)       | A     | Jimmy Briand             |
| 8  | Spagna (bandiera)        | C     | Rubén Pardo              |
| 9  | Nigeria (bandiera)       | A     | Josh Maja                |
| 10 | Nigeria (bandiera)       | A     | Samuel Kalu              |
| 11 | Guinea (bandiera)        | A     | François Kamano          |
| 12 | Francia (bandiera)       | A     | Nicolas de Préville      |
| 14 | Serbia (bandiera)        | C     | Vukašin Jovanović        |
| 16 | Francia (bandiera)       | P     | Gaëtan Poussin           |
| 17 | Marocco (bandiera)       | C     | Youssef Aït Bennasser    |
| 18 | Corea del Sud (bandiera) | A     | Hwang Ui-jo              |

| N. |                      | Ruolo | Calciatore      |
| -- | -------------------- | ----- | --------------- |
| 19 | Francia (bandiera)   | C     | Yacine Adli     |
| 20 | Senegal (bandiera)   | D     | Youssouf Sabaly |
| 23 | Svizzera (bandiera)  | D     | Loris Benito    |
| 24 | Francia (bandiera)   | C     | Albert Lottin   |
| 25 | Francia (bandiera)   | D     | Enock Kwateng   |
| 26 | Croazia (bandiera)   | C     | Toma Bašić      |
| 28 | Francia (bandiera)   | A     | Rémi Oudin      |
| 29 | Francia (bandiera)   | D     | Maxime Poundjé  |
| 30 | Guadalupa (bandiera) | P     | Davy Rouyard    |
| 34 | Macao (bandiera)     | D     | David Cardoso   |
| 44 | Francia (bandiera)   | D     | Paul Baysse     |
|    | Algeria (bandiera)   | D     | Naoufel Khacef  |

## Calciomercato

### Sessione estiva(dall'11/06 al 31/08)
| Acquisti | Acquisti              | Acquisti      | Acquisti                 |
| R.       | Nome                  | da            | Modalità                 |
| -------- | --------------------- | ------------- | ------------------------ |
| D        | Laurent Koscielny     | Arsenal       | definitivo (5 milioni €) |
| A        | Hwang Ui-jo           | Gamba Osaka   | definitivo (2 milioni €) |
| D        | Mexer                 |               | svincolato               |
| D        | Enock Kwateng         |               | svincolato               |
| D        | Loris Benito          |               | svincolato               |
| C        | Youssef Aït Bennasser | Monaco        | prestito                 |
| C        | Daniel Mancini        | Auxerre       | fine prestito            |
| A        | Aaron Boupendza       | Tours         | fine prestito            |
| D        | Raoul Bellanova       | Milan         | fine prestito            |
| D        | Paul Baysse           | Caen          | fine prestito            |
| C        | Lukas Lerager         | Genoa         | fine prestito            |
| A        | Jonathan Cafú         | Stella Rossa  | fine prestito            |
| A        | Alexandre Mendy       | Guingamp      | fine prestito            |
| C        | Valentín Vada         | Saint-Étienne | fine prestito            |

| Cessioni | Cessioni          | Cessioni          | Cessioni                  |
| R.       | Nome              | a                 | Modalità                  |
| -------- | ----------------- | ----------------- | ------------------------- |
| D        | Jules Koundé      | Siviglia          | definitivo (25 milioni €) |
| C        | Lukas Lerager     | Genoa             | definitivo (6 milioni €)  |
| C        | Zaydou Youssouf   | Saint-Étienne     | definitivo (2 milioni €)  |
| C        | Valentín Vada     | Almería           | definitivo (750.000 €)    |
| C        | Daniel Mancini    | Auxerre           | definitivo (500.000 €)    |
| P        | Jérôme Prior      |                   | svincolato                |
| D        | Igor Lewczuk      |                   | svincolato                |
| P        | Over Mandanda     | Créteil-Lusitanos | prestito                  |
| A        | Alexandre Mendy   | Brest             | prestito                  |
| A        | Aaron Boupendza   | Feirense          | prestito                  |
| D        | Sergi Palencia    | Barcellona        | fine prestito             |
| A        | Yann Karamoh      | Inter             | fine prestito             |
| A        | Andreas Cornelius | Atalanta          | fine prestito             |
| C        | Jaroslav Plašil   |                   | ritiro                    |

### Sessione invernale(dal 01/01 al 31/01)
| Acquisti | Acquisti        | Acquisti    | Acquisti                  |
| R.       | Nome            | da          | Modalità                  |
| -------- | --------------- | ----------- | ------------------------- |
| A        | Rémi Oudin      | Stade Reims | definitivo (10 milioni €) |
| C        | Rubén Pardo     |             | svincolato                |
| A        | Aaron Boupendza | Feirense    | fine prestito             |

| Cessioni | Cessioni            | Cessioni | Cessioni                  |
| R.       | Nome                | a        | Modalità                  |
| -------- | ------------------- | -------- | ------------------------- |
| C        | Aurélien Tchouaméni | Monaco   | definitivo (18 milioni €) |
| C        | Yassine Benrahou    | Nîmes    | prestito                  |
| A        | Jonathan Cafú       | Al-Hazm  | gratuito                  |
| D        | Raoul Bellanova     | Atalanta | prestito                  |
| C        | Younousse Sankharé  |          | svincolato                |